# Dialogue -Miki Imai Sings Yuming Classics-
『Dialogue  -Miki Imai Sings Yuming Classics-』（ダイアローグ・ミキ・イマイ・シングス・ユーミン・クラシックス）は今井美樹2枚目のカバー・アルバム。2013年10月9日発売。発売元はユニバーサルミュージックジャパン。

## 概要
今井が12歳の時、初めて聴いて以来憧れだったというユーミン（松任谷由実）の楽曲を、デビュー以来初めてカバーした作品。当企画はレコード会社から持ち込まれたものだが、当初今井は「ユーミンは私にとって神。触ることはできない」という畏れ多さと「人（レコード会社）に言われてやりたくない」というプライドから一度は断った。その後布袋寅泰と共にロンドンに移住し50歳という節目を迎え、「このタイミングを逃したら、もう二度と出来ないかもしれない」との思いから制作を決意し、本作の発売に至った。これまでに洋楽および邦楽をカバーした作品はあったものの、一人の作家の楽曲だけをカバーしたアルバムは今井にとって初の試みとなる。
選曲は今井本人が行っており、1970～80年代までの荒井由実名義及び、比較的初期の松任谷由実名義の作品を中心に厳選された12曲が収録されている。また発売に際し、松任谷由実本人からのコメントも届けられた。
レコーディングはロンドンで行われた。編曲およびサウンド・プロデュースはSimon Hale。
本作は第55回日本レコード大賞・企画賞を受賞した。

## 収録曲

### CD
| 全作詞・作曲: 松任谷由実（1、2、3、5は荒井由実名義）、全編曲: Simon Hale（2、7を除く）/ Incognito（2、7）。 |                              |                                         |                                         |      |
| # | タイトル                     | 作詞                                    | 作曲・編曲                              | 時間 |
| 1. | 「卒業写真」                 | 松任谷由実 （1、2、3、5は荒井由実名義） | 松任谷由実 （1、2、3、5は荒井由実名義） | 3:14 |
| 2. | 「中央フリーウェイ」         | 松任谷由実 （1、2、3、5は荒井由実名義） | 松任谷由実 （1、2、3、5は荒井由実名義） | 3:56 |
| 3. | 「あの日にかえりたい」       | 松任谷由実 （1、2、3、5は荒井由実名義） | 松任谷由実 （1、2、3、5は荒井由実名義） | 4:08 |
| 4. | 「人魚になりたい」           | 松任谷由実 （1、2、3、5は荒井由実名義） | 松任谷由実 （1、2、3、5は荒井由実名義） | 5:00 |
| 5. | 「やさしさに包まれたなら」   | 松任谷由実 （1、2、3、5は荒井由実名義） | 松任谷由実 （1、2、3、5は荒井由実名義） | 4:11 |
| 6. | 「シンデレラ・エクスプレス」 | 松任谷由実 （1、2、3、5は荒井由実名義） | 松任谷由実 （1、2、3、5は荒井由実名義） | 3:45 |
| 7. | 「ようこそ輝く時間へ」       | 松任谷由実 （1、2、3、5は荒井由実名義） | 松任谷由実 （1、2、3、5は荒井由実名義） | 4:39 |
| 8. | 「霧雨で見えない」           | 松任谷由実 （1、2、3、5は荒井由実名義） | 松任谷由実 （1、2、3、5は荒井由実名義） | 4:50 |
| 9. | 「青春のリグレット」         | 松任谷由実 （1、2、3、5は荒井由実名義） | 松任谷由実 （1、2、3、5は荒井由実名義） | 3:29 |
| 10. | 「青いエアメイル」           | 松任谷由実 （1、2、3、5は荒井由実名義） | 松任谷由実 （1、2、3、5は荒井由実名義） | 5:05 |
| 11. | 「手のひらの東京タワー」     | 松任谷由実 （1、2、3、5は荒井由実名義） | 松任谷由実 （1、2、3、5は荒井由実名義） | 5:07 |
| 12. | 「私を忘れる頃」             | 松任谷由実 （1、2、3、5は荒井由実名義） | 松任谷由実 （1、2、3、5は荒井由実名義） | 4:28 |
| 合計時間:                                                                                                   | 合計時間:                    | 51:58                                   |                                         |      |

## 原曲の収録アルバム
1. 卒業写真
from the ALBUM "COBALT HOUR" in 1975
2. 中央フリーウェイ
from the ALBUM "14番目の月" in 1976
3. あの日にかえりたい
from the SINGLE in 1975
4. 人魚になりたい
from the ALBUM "SURF&SNOW" in 1980
5. やさしさに包まれたなら
from the ALBUM "MISSLIM" in 1974
6. シンデレラ・エクスプレス
from the ALBUM "DA・DI・DA" in 1985
7. ようこそ輝く時間へ
from the ALBUM "PEARL PIERCE" in 1982
8. 霧雨で見えない
from the ALBUM "ダイアモンドダストが消えぬまに" in 1987
9. 青春のリグレット
from the ALBUM "DA・DI・DA" in 1985
10. 青いエアメイル
from the ALBUM "OLIVE" in 1979
11. 手のひらの東京タワー
from the ALBUM "昨晩お会いしましょう" in 1981
12. 私を忘れる頃
from the ALBUM "VOYAGER" in 1983